# Cyriaque de Carthage
Cyriaque de Carthage (latin : Cyriacus Carthaginensis) est le dernier évêque connu de Carthage, mentionné dans les années 1070 dans deux lettres du pape Grégoire VII. 

## Biographie
En 1073, sous le règne du souverain ziride d'Ifriqiya Tamim ben al-Muizz, Cyriaque, ayant refusé d'admettre à l'ordination plusieurs sujets qu'il estimait indignes, est déféré sur leur demande à la juridiction du cadi, qui le fait dépouiller de ses vêtements et battre de verges comme un malfaiteur ; à cette nouvelle, le pape Grégoire VII, scandalisé, écrit au clergé et aux fidèles de Carthage — accusés d'avoir livré l'évêque aux musulmans — pour leur reprocher leur conduite et les exhorter à faire pénitence, et en même temps, écrit à Cyriaque pour le soutenir et l'engager à ne pas céder aux pressions, quitte « à voir ses membres détachés de son tronc et son âme s'envoler aux cieux »,.
En 1076, il ne reste plus que deux évêques catholiques en Afrique, Cyriaque à Carthage et un autre à Hippone ; au XIIe siècle, les Almohades portent le dernier coup au christianisme en Ifriqiya.